# Czesław Dziekanowski
Czesław Henryk Dziekanowski (ur. 1943, zm. 2 listopada 2021 w Warszawie) – polski pisarz prozaik, dr. hab. polonistyki.

## Życiorys
Ukończył studia na Wydziale Polonistyki Uniwersytetu Warszawskiego, w 1993 uzyskał stopień doktora habilitowanego. W życiu zawodowym pracował, jako robotnik, finansowiec i dziennikarz. Czesław Dziewanowski był twórcą eksperymentalnego Teatru Fizycznego, jest prozaikiem (debiutował w 1971) i krytykiem psychoanalitycznym. Przedmiotem jego badań naukowych była psychoanalityczna interpretacja twórczości Wiesława Myśliwskiego, swoje spostrzeżenia zawarł w tryptyku: „W imię Ojca i Syna”, „Życie jaśnie pana”, „Życie w śmierci”. Od 1995 do 2001 był redaktorem czasopisma „Świat psychoanalizy”, a od 2000 serii wydawniczych „Literatura i Psychoanaliza” i „Psychologia literatury”. Organizuje i koordynuje konferencje naukowe z dziedziny literaturoznawstwa dotyczące interpretacji twórczości poprzez stosowanie psychoanalizy.
Pełnił funkcję kierownika Zakładu Psychoanalizy i Myśli Humanistycznej na Wydziale Pedagogiki i Psychologii  Uniwersytetu w Białymstoku. 
Za powieść Zaklęte światło otrzymał Nagrodę im. Wilhelma Macha. Nabożeństwo żałobne i pożegnanie odbyło się dnia 10 listopada 2021 w kościele św. Rocha w Lipkowie

## Twórczość

### Proza
- „Zaklęte światło” (1971)
- "Selekcjoner" (1980)
- "Frutti di mare" (1990)
- "Projektantka intymności"(1995)
- "Zaproszenie"(1998)
- "Jasnogród" (2000)
- "Taniec z nieświadomością" (2003)
- „Szkoła wojny” (2007)

### Psychoanaliza literatury
- „Poszukiwanie źródeł kreatywności”
- „Rozmowy o świadomości literackiej”
- „Psychologia literatury. Zaproszenie do interpretacji”
- „Człowiek wygrany w psychologii humanistycznej”